# SoFi Stadium
El SoFi Stadium és un estadi situat a Inglewood, Califòrnia, Estats Units. La seva inauguració va ser el 13 de setembre de 2020 amb un partit de la National Football League (NFL) entre Los Angeles Rams i Dallas Cowboys. L'estadi és la seu dels equips Los Angeles Rams i Los Angeles Chargers.
Se situa en els terrenys dels desapareguts Hipòdrom de Hollywood Park i de l'edifici del Casino de Hollywood Park, i es troba adjacent a uns 200 metres del recinte The Forum i aproximadament a 5 km de l'Aeroport Internacional de Los Angeles (LAX).

## Història
L'estadi va ser dissenyat per HKS i tindrà un cost inicial de US$ 2.660 milions de dòlars, encara que incloent el desenvolupament el cost total serà de prop de cinc mil milions. La cerimònia d'obertura de construcció es va dur a terme el dia disset de novembre del 2016. L'estadi tindrà capacitat per a 70.000 persones, amb aforament ampliable a 100.000 seients per a grans esdeveniments. L'estadi i la ciutat de Los Angeles van ser triats per la NFL per a ser amfitrions de la Super Bowl al febrer de 2022. Los Angeles serà amfitriona dels Jocs Olímpics de 2028 i l'estadi serà lloc de la cerimònia d'obertura. L'immoble està inclòs en la llista d'estadis per a la Candidatura nord-americana per a la Copa Mundial de Futbol 2026.
L'estadi havia de ser la seu per a WrestleMania 37 el 28 de març de 2021. Això va ser anunciat per WWE el 10 de febrer de 2020, no obstant això, la seu va ser canviada al Raymond James Stadium, a Tampa, Florida. i amb els anuncis donats per la WWE per a les futures seus de WrestleMania, serà la seu per a l'esdeveniment màxim de la WWE, el 2 d'abril del 2023.
Originalment la inauguració del SoFi Stadium havia de tenir lloc el 25 de juliol de 2020 amb un concert de Taylor Swift, però la pandèmia de COVID-19 va provocar la cancel·lació de l'esdeveniment. Finalment la cerimònia d'obertura es va produir el 8 de setembre d'aquest mateix any. Els Rams van debutar en la seva nova casa cinc dies després vencent als Dallas Cowboys per 20-17 en un Sunday Night Football, mentre que els Chargers van fer el mateix el 20 de setembre caient davant els Kansas City Chiefs per 20-23.